# Gara Satu Mare
Gara Satu Mare este stația de cale ferată care deservește municipiul Satu Mare. Actuala clădire este din anul 1899. Clădirea a fost proiectată de Ferenc Pfaff.